# Набережночелнинский государственный торгово-технологический институт
Набережночелнинский государственный торгово-технологический институт (НГТТИ) — высшее учебное заведение, осуществляющее подготовку специалистов с начальным, средним и высшим образованием. Находится в г. Набережные Челны (Республика Татарстан).

## История
- С 1972 г. — торгово-кулинарное училище
- С 1980 — среднее профессионально-техническое училище
- С 1992 — коммерческий лицей
- С 1997 — профессиональный торгово-технологический колледж
- С 2002 на базе колледжа открыт филиал Московской государственной технологической академии
- С 2004 — Набережночелнинский государственный торгово-технологический институт
- С 2019 — Набережночелнинский технологический техникум

За 1972—2005 годы подготовлено свыше 13,5 тысяч специалистов, в том числе со ср.-проф. образованием 1832 чел. На 2005 г. обучалось 1150 учащихся и студентов, в том числе по программе колледжа — 485 чел., вуза — 119;
42 преподавателя, в том числе 10 канд. наук и доцентов, мастеров производственного обучения — 48 чел.

## Структура

### Специальности
Со средне-профессиональным образованием:
- Менеджмент (по отраслям);
- Коммерция (по отраслям);
- Технология продукции общественного питания;

С высшим профессиональным образованием:
- Технология продуктов общественного питания;
- Менеджмент организации;
- Товароведение и экспертиза товаров;
- Сервис;
- Маркетинг.

Факультеты заочного и дневного обучения, 6 кафедр, библиотека с фондом 48 тыс. экземпляров хранения, 3 спортивных зала, стадион, свыше 30 учебных аудиторий, учебные лаборатории, производственные цеха, центр информационных технологий, музей.
Выпускается студенческая газета «Ступени».
Коллектив учреждения является победителем конкурсов «Школа года РФ» в 1996-97, 2002; «Школа года РТ» в 1998, 2000-01, 2003.